# Bettegno
Bettegno è una frazione del comune italiano di Pontevico, in provincia di Brescia, nella regione Lombardia.

## Geografia fisica
Il borgo di Bettegno situato a nord del centro comunale è ancora oggi circondato dalla campagna coltivata e mantiene la sua vocazione agricola originaria. Il centro abitato è stato edificato lungo la riva sinistra del fiume Strone.

## Origine del nome
Il nome deriva probabilmente dal romano Betulius, come si evince da due lapidi risalenti all'epoca Romana, scoperte a Pontevico.

## Storia
Per mezzo di un decreto vescovile datato 23 marzo 1356, la curazia di Santa Maria Maddalena, posta a Bettegno, veniva staccata dalla parrocchia di Pontevico.
Il 19 settembre 2021, Bettegno è stato colpito da un tornado che ha gravemente danneggiato la totalità delle strutture e distrutto le coltivazioni, costringendo gli abitanti a evacuare il centro abitato.

## Monumenti e luoghi d'interesse

### Architetture religiose
- Chiesa di Santa Maria Maddalena

### Architetture civili
- Palazzo Martinoni: è il principale edificio del centro abitato ed è stato costruito nel corso del XIV secolo. Vi si accede passando per il monumentale portale in marmo di Botticino. Dal tetto del palazzo spicca una torretta circolare quattrocentesca che rappresenta un insolito elemento per l'architettura della bassa bresciana.[5][6][7]